# James S. Kahane
Pour les articles homonymes, voir Kahane.
James S. Kahane, aussi appelé James Kahane ou James Salomon Kahane, né le 28 juillet 1995 à Paris, est un chef d'orchestre français. Depuis 2024, il est le directeur musical de l'Orchestre Philharmonique de Hamilton au Canada.

## Biographie

### Formation
Attiré très tôt par sa réputation et le nombre exceptionnel de chefs d’orchestre internationaux formés en son sein, James Kahane est admis dans la classe de direction d'orchestre de l'Académie Sibelius d'Helsinki à l'âge de 19 ans. Durant ses années d'études, il y cotoie Klaus Mäkelä, Tarmo Peltokoski, Chloé Dufresne et Emilia Hoving, et est formé par Sakari Oramo, Atso Almila, et notamment Hannu Lintu qui le marque particulièrement,. Il y reçoit également l'enseignement de chefs tels que Susanna Mälkki, Matthias Pintscher, David Zinman, Roger Norrington, Mikko Franck, Leif Segerstam, Jorma Panula, Johannes Schlaefli et Nicolás Pasquet.
Tout au long de sa formation, il étudie la direction d'orchestre auprès de Paavo Järvi, Neeme Järvi et Bernard Haitink dans le cadre de leurs classes de maître à l'Académie Järvi, au Festival Menuhin de Gstaad et au Festival de Lucerne. Il participe au Festival de Tanglewood en tant qu'étudiant en direction en 2017.

### Carrière
Depuis 2016, il dirige le Far(away) Ensemble avec lequel il enregistre la musique des films de Jacopo Aliboni, dont le court métrage Le Temps Prends Feu est séléctionné pour le 70e Festival de Cannes.
En 2017, James Kahane est nommé chef d'orchestre assistant de Susanna Mälkki à l'Orchestre philharmonique d'Helsinki pour leur saison 2017-2018, âgé alors de 21 ans. La même année, Kristjan Järvi l'invite pour diriger l'Orchestre des académies baltes à Berlin lors de leur première tournée internationale. En 2018,  l'Orchestre polytechnique en Finlande le nomme comme leur nouveau chef d'orchestre. L'été suivant, il est chef d'orchestre en résidence au Atlantic Music Festival aux États-Unis.
En 2019, James Kahane a contribué à la refondation de l'Orchestre de chambre d'Helsinki dont il est devenu le chef d'orchestre principal, spécialisé dans le répertoire pour orchestre de chambre. En 2023, l'Orchestre de chambre de la Drôme en France le nomme chef d'orchestre principal.
Lors de ses premiers concerts à l'international, les critiques soulignent son raffinement, « ses gestes impérieux quand nécessaire mais aussi sa grande sensibilité pour lier les phrases musicales et les musiciens » ainsi que sa capacité à « pousser l'orchestre aux extrêmes »,. En 2022, il réalise son premier enrigstrement en tant que chef d'orchestre pour Resonus Classics. En 2023, l'Orchestre philharmonique d'Israël l'invite pour une série de trois concerts après qu'il les ait dirigé une première fois en 2022. En orctobre 2023, James Kahane dirige pour la première fois l'Orchestre Philharmonique de Hamilton (en) (HPO). En mai 2024, l'orchestre le nomme comme son prochain directeur musical. Il entrera en fonction en septembre 2024, au début de la saison 2024-2025 du HPO,,. 
En Juin et Juillet 2024, il est le chef d'orchestre assistant de Hannu Lintu au Bayerische Staatsoper pour leur production de Pelléas et Mélisande. De manière rare pour un chef assistant, Hannu Lintu le salue alors publiquement.

### Cinéma
En 2018, la chaine de radiodiffusion finlandaise YLE achète les droits pour un documentaire suivant trois élèves en direction d'orchestre de l'Académie Sibelius dont James S. Kahane. Le documentaire ainsi produit, Devant l'orchestre (titre anglais Conductivity, titre finnois Orkesterin Edessä), est sorti en février 2020 au cinéma en Finlande.

## Discographie
- En tant que chef d'orchestre :
  - 2024 :  Concertos pour flute de Ibert, Jolivet et Rodrigo, [avec Sami Junnonen et l'Orchestre de chambre d'Helsinki] Resonus Classics

## Filmographie
- En tant qu'acteur :
  - 2020 :  Devant l'orchestre de Anna-karin Grönroos : dans son propre rôle
- En tant que chef d'orchestre :
  - 2017 : Le Temps Prends Feu de Simone A. Tognarelli
  - 2018 : Du Temps Perdu de Jacopo Aliboni et Simone A. Tognarelli